# Франц Гьолер фон Равенсбург
Йохан Фридрих Франц Гьолер фон Равенсбург (на немски: Johann Friedrich Franz Göler von Ravensburg; * 25 декември 1772 в Зулцфелд; † 6 юли 1821 в Манхайм) е фрайхер, благородник от стария швабски рицарски род Гьолер фон Равенсбург от Крайхгау. Резиденцията на фамилията е дворец Равенсбург при Зулцфелд в Баден-Вюртемберг.
Той е син на фрайхер Йохан Бернхард Гьолер фон Равенсбург (1720 – 1782) и съпругата му Луиза Вилхелмина Рюдт фон Коленберг (1740 – 1811). Внук е на Еберхард Фридрих Гьолер фон Равенсбург (1695 – 1745) и Мария Регина Гьолер фон Равенсбург (1697 – 1769). Брат е на фрайхер майор Бернхард Бениамин Гьолер фон Равенсбург (1782 – 1834), женен 1808 г. за Амалия фон Рек (1785 – 1853), родители на Франц Вилхелм Август (1809 – 1862), генерал-майор и военен писател.

## Фамилия
Франц Гьолер фон Равенсбург се жени на 23 октомври 1795 г. за фрайин Луиза София фон Геминген (* 18 май 1778, Хайлброн; † 21 юли 1848, Манхайм), дъщеря на фрайхер Еберхард Георг фон Геминген-Хорнберг (1754 – 1806) и фрайин София Шарлота фон Ментцинген (1750 – 1795). Те имат два сина:
- Фердинанд Карл Еберхард Гьолер фон Равенсбург (1798 – 1873); има син:
  - фрайхер Раван Антон Леополд (1830 – 1896)
- Ернст Кристиан Лудвиг Гьолер фон Равенсбург (* 24 януари 1803, Зулцфелд; † 17 януари 1850, Карлсруе), женен на 24 септември 1838 г. в	Карлсруе за Августа Франциска Фридерика Вилхелмина фон Зелденек (* 15 октомври 1821, Карлсруе; † 17 юни 1880, Карлсруе), дъщеря на Вилхелм фон Зелденек (1796 – 1874) и фрайин Франциска фон Фалкенщайн (1798 – 1869); имат дъщеря